# Kömlő
Kömlő es un pueblo en el condado de Heves, en la región del Norte de Hungría, Hungría.

## Ubicación
El pueblo de Kömlő se encuentra en el límite de la Gran Llanura, al sureste del condado de Heves, en el Área de Protección Paisajística de las Llanuras Herbáceas de Heves. Territorialmente, forma parte del distrito de Heves. Desde el punto de vista turístico, está conectado con la región turística del lago Tisza y la región turística y de marketing del norte de Hungría.

## Historia
Se cree que el asentamiento cerca de Heves se estableció para proteger el distrito del castillo. Según su topónimo, evoca a los guardias fronterizos y su equipo de protección. Según su etimología, es un nombre húngaro que significa pueblo de espías. Se presume que el asentamiento se originó entre los siglos X y XI. La primera mención documentada del nombre del pueblo data de 1261, como Kumleud; posteriormente, también se mencionó como Kumleu, Kemle y Kewmle. Durante la Edad Media, perteneció, entre otras, a las familias Kompolti, Tarcsay y Dobó, y durante un tiempo también al obispado de Eger. En 1592 pasó a manos de la familia Rákóczi y, a partir de 1707, volvió a ser propiedad de la iglesia. Alrededor de 1549 quedó despoblado brevemente, pero sus habitantes regresaron en esa época.
Desde 1600 hasta 1770 el lugar estuvo deshabitado. A principios del siglo XVII, durante unos 170 años, solo se mencionaba como puszta, y los habitantes de Átány, Tiszanána y Kisköre arrendaron el terreno. El 13 de marzo de 1770, el obispo Károly Eszterházy de Eger ordenó que la puszta se poblara con colonos de otros pueblos. En pocas semanas, llegaron 95 colonos de Tarnaszentmiklós, Pély, Dormánd y otros 20 pueblos de Heves y Nógrád. En esa época, se construyó la iglesia católica romana de estilo barroco, y el pueblo se desarrolló a su alrededor. János Ulrich, administrador de las propiedades del obispo, trazó para los colonos calles rectas y con forma de tablero de ajedrez, que se intersectaban en ángulos rectos, determinando así el aspecto actual del asentamiento. Las casas tuvieron que construirse de adobe, con chimeneas de ladrillo, techos y cercas de paja. Seis años después, el administrador de la finca informa sobre una red de calles completamente desarrollada y afirma que un asentamiento tan ordenado no se encuentra en ningún otro lugar del mundo.

## Lugares de interés

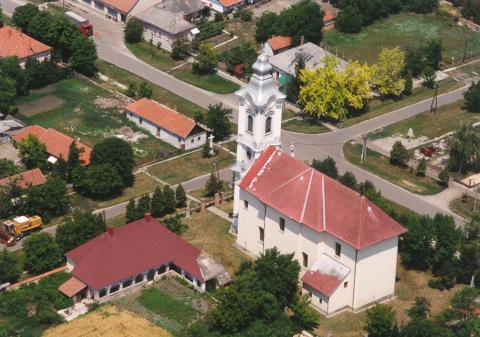
Iglesia católica

El monumento arquitectónico más significativo del asentamiento es la iglesia barroca (1780-1782). Otro monumento, la casa parroquial en forma de "L" con un corredor arqueado, también de estilo barroco, data de esta época. En 1921, se erigió en el cementerio un monumento conmemorativo de la Primera Guerra Mundial, y fue uno de los primeros del país que se erigió en honor a los soldados caídos. El monumento se construyó con donaciones de emigrantes de Kömlő residentes en Estados Unidos y Canadá. Los cuerpos de los soldados soviéticos caídos en la zona durante la Segunda Guerra Mundial fueron enterrados en el cementerio, y en 1985 se erigió simbólicamente un nuevo monumento conmemorativo de la Segunda Guerra Mundial en su honor. En el año 2000, se erigió un obelisco de granito negro para conmemorar a las víctimas militares y civiles de la Segunda Guerra Mundial. Entre los valores etnográficos se encuentran los llamados monumentos sacros, entre los que se puede ver la Magdalena Penitente en el borde de Kömlő (1920). Las estatuas de San Vendelino en Kömlő (1929), pertenecientes al círculo del arte naif popular, son especiales. Hay una cruz de piedra en la plaza de la iglesia.

## Ciudades hermanadas
Kömlő está hermanada con:
- Rychtal, Polonia